# Elisabeth af Danmark (1524-1586)
 Der er flere personer med dette navn, se Elisabeth af Danmark.
Elisabeth af Danmark (14 oktober 1524 – 15 oktober 1586) var en dansk prinsesse, der blev hertuginde af henholdsvis Mecklenburg-Schwerin og Mecklenburg-Güstrow
Hun var datter af kong Frederik 1. af Danmark og Sophie af Pommern. Hun giftede sig i 1543 med hertug Magnus 3. af Mecklenburg-Schwerin (1509–1550) og i 1556 med hertug Ulrik 3. af Mecklenburg-Güstrow (1527–1603). Hun havde et enkelt barn: Sophie af Mecklenburg, der blev gift med hendes nevø, kong Frederik 2. af Danmark.

## Liv og gerning

### Tidlige liv
Elisabeth blev født den 14. oktober 1524 som andet barn og ældste datter af Frederik 1. i hans andet ægteskab med Sophie af Pommern. Hendes fødsel fandt sted året efter, at faderen var blevet konge af Danmark og Norge efter oprøret mod Christian 2. Efter faderens død i 1533 blev hun opdraget ved broderen, Christian 3.'s hof. Allerede som barn blev hun rost for sin skønhed, og den engelske gesandt Robert Barnes skrev hjem: "Aldrig i mit liv så jeg så smuk og velopdragen ung pige."

### Første ægteskab
I 1542 blev hun på Nyborg Slot forlovet med Hertug Magnus af Mecklenburg. Brylluppet blev fejret på slottet i Kiel det efterfølgende år. Efter ni års barnløst ægteskab med Hertug Magnus, en lærd hersker, der tillige var Biskop af Schwerin, blev hun enke i 1550, hvorefter hun vendte tilbage til Danmark.

### Andet ægteskab
I 1556 blev hun gift med sin afdøde mands nevø og efterfølger som biskop af Schwerin, Ulrik 3. af Mecklenburg-Güstrow. Elisabeth og Ulrik havde et lykkeligt ægteskab. Den 4. september 1557 fødte hun sit eneste barn, datteren Sophie, der 14 år gammel blev gift med sin fætter Kong Frederik 2. og blev dronning af Danmark og Norge.

### Senere liv
Elisabeth bliver beskrevet som en skønhed, godhjertet, følsom og religiøs. Hun læste dagligt i Bibelen og Luthers skrifter og gik ofte i kirke. Hun var tilbageholdende med at spise og drikke, hun hjalp trængende og syge, støttede fattige men håbefulde studerende. Ligeledes tog hun fattige adelsdøtre til sig og sørgede for deres opdragelse og uddannelse, og forsøgte at sikre dem en tryg fremtid ved passende ægteskaber. Hun sørgede foe at fremme agerbrug og kvægavl, plantede skov, oprettede stutterier og sørgede for vejenes vedligeholdelse. Hun sørgede for, at alle hertugelige gårde var forsynede med sengeklæder og husgeråd. Hun sørgede for, at domkirken i Güstrow blev sat i stand og forskønnet, blandt andet med mindesmærker over det mecklenburgske fyrstehus. Også klosterkirken i Doberan, hvor mecklenburgs fyrster var begravne, blev sat i stand. Hun lod dels opføre nye, dels vedligeholde ældre klostre for adelige enker og jomfruer, hospitaler, fattighuse og skoler. Under sit andet ægteskab helligede hun sig en del til velgørenhed i Mecklenburg og understøttede skoler, sygehuse og klostre. Hun opførte fattighuse i Grabow, Stargard, Bützow, Güstrow og Stavenhagen, plantede skov i Everstorfer Forst nær Plüschow og i Heidbergen samt stod for genopførelsen af kirkerne i Güstrow og Doberan. Sammen med Ulrik oprettede hun en skole for adelsdøtre i klosteret i Rühn.
Hun vedligeholdt en levende kontakt med sin familie i fødelandet og besøgte regelmæssigt Danmark. Hun besøgte ofte sin svigerinde, Christian 3.s enke Dronning Dorothea, og hendes besøg blev kun endnu hyppigere, efter hendes datter var blevet dronning.

### Død
Hun døde i Gedser den 14. oktober 1586, på hjemrejsen fra fra et af sine langvarige besøg i Danmark, kort efter at hun og gemalen havde besøgt Tycho Brahe på Hven. Hendes lig blev ført til Mecklenburg, hvor hun blev begravet i domkirken i Güstrow, hvor der endnu findes et smukt gravmæle i alabaster af Philip Brandin som Hertug Ulrik lod opføre til minde om hende, sin anden hustru, Anna af Pommern og sig selv.